# تیم ملی فوتسال کویت
تیم ملی فوتسال کویت   نماینده کویت در مسابقات بین‌المللی فوتسال و یکی از تیم‌های فوتسال آسیایی است. 
تیم فوتسال کویت ٢ عنوان چهارمی مسابقات قهرمانی فوتسال آسیا، سال‌های ٢٠٠٣ و ٢٠١۴ را در کارنامه دارد. 